# Dornelas do Zêzere
Dornelas do Zêzere es una freguesia portuguesa del municipio de Pampilhosa da Serra, en el distrito de Coímbra con 16,40 km² de superficie y 682 habitantes en 2011. Su densidad de población es de 41,6 hab/km². 
La freguesia se sitúa en la margen derecha del río Zêzere, que marca el límite con el concelho de Fundão y, por tanto, con el distrito de Castelo Branco. Comprende, además del que le da nombre, los núcleos de población de Adurão, Carregal, Machial, Pisão, Selada da Porta y Portas do Souto.
Esta freguesia perteneció inicialmente al municipio de Fajão, que en la reforma administrativa de 1855 fue suprimido e incorporado al municipio de Pampilhosa da Serra. Hasta 1927, el nombre oficial fue simplemente Dornelas, añadiéndose el determinativo "do Zêzere" por Decreto n.º 14778, de 20 de septiembre.
En su patrimonio histórico artístico se cuenta la sencilla iglesia parroquial, del siglo XVIII, aunque su retablo principal, de columnas salomónicas con hojas de vid, data de finales del siglo anterior. Existe también un mirador sobre el río Zêzere, desde el que se disfruta una magnífica vista sobre la población de Dornelas, el río y, en la margen opuesta, la población de Alqueidão, perteneciente ya a Fundão. Sobre los muros del mirador se han inscrito dos poemas en sendos paneles de azulejo: uno de Gil Vicente y otro del malogrado poeta local Júlio Dias Nogueira (1921-1939).
Las fiestas patronales se celebran el 5 de agosto, en honor de Nuestra Señora de las Nieves